# プラグコード
プラグコード(英語: spark plug cord)は火花点火内燃機関の点火プラグに高電圧の点火電流を供給するための電線である。ハイテンションコード(英: high tension cord)と呼ばれる場合もある。

## 概要
プラグコードはイグニッションコイルで作られた高電圧の電流をエンジンルーム内の離れた場所にあるディストリビューターや点火プラグへ送る導線である。エンジンの運転中は高圧の電流が断続的に流れ、エンジンの発熱による高温に曝されることから、絶縁性と耐熱性に優れた被覆が用いられている。カーメーカーの純正品は心線にカーボンを用いてゴムで被覆されたものが多く、サードパーティー製品では性能向上のために心線を銅線、被覆をシリコンとした製品や、心線を二重とする場合もある。
プラグコードの抵抗が小さいほど点火プラグでの点火エネルギーが高く、エンジンの性能が向上する一方、抵抗を小さくすると電気ノイズが発生してカーオーディオやECUなどに悪影響を与える場合がある。一般にはプラグキャップなどに抵抗体を組み込んだり16kΩ/mの心線が用いているが、心線の抵抗を低くして巻き線の巻き方を変えたり、複数の心線をらせん状にした構造のものがサードパーティー各社から製品化されている。
ダイレクトイグニッションの普及とともにプラグコードが用いられる自動車は減ってきているが、プラグコードが用いられる場合はエンジンに用いられるプラグと同数のプラグコードが使用され、さらにイグニッションコイルと別体のディストリビューターで点火電流を分配している場合にはこれらを結ぶコードが1本加わる。イグニッションコイルとディストリビューターを結線するコードはほかのプラグコードと区別してセンターコード(英: center cord)とも呼ばれる。
カタカナ語としての「ハイテンションコード」はアフターマーケットのパーツとして販売されているより高性能なプラグコードを示す場合もある。